# Iordania la Jocurile Olimpice de vară din 2016
Iordania a participat la Jocurile Olimpice de vară din 2016 de la Rio de Janeiro în perioada 5 – 21 august 2016, cu o delegație de opt sportivi, care a concurat în șase sporturi. Cu o medalie de aur, prima de istoria sa, Iordania s-a aflat pe locul 54 în clasamentul final.

## Participanți
Delegația iordaniană a cuprins opt sportivi: șapte bărbați și o femeie. Cel mai tânăr atlet din delegația a fost înotătorul Khader Ghetrich Baqlah (18 ani), cel mai vechi a fost maratonistul Methkal Abu Drais (32 de ani).
| Sport     | Masculin | Feminin | Total |
| --------- | -------- | ------- | ----- |
| Atletism  | 1        | 0       | 1     |
| Box       | 2        | 0       | 2     |
| Judo      | 1        | 0       | 1     |
| Natație   | 1        | 1       | 2     |
| Taekwondo | 1        | 0       | 1     |
| Triatlon  | 1        | 0       | 1     |
| Total     | 7        | 1       | 8     |

## Medaliați
| Medalie | Nume            | Sport     | Probă          | Dată      |
| ------- | --------------- | --------- | -------------- | --------- |
| Aur     | Ahmad Abughaush | Taekwondo | 68 kg masculin | 18 august |